# ومیض خضر
ومیض خضر (انگلیسی: Wamidh Khudhor؛ زادهٔ ۱ اکتبر ۱۹۵۸) بازیکن فوتبال اهل عراق بود.
وی همچنین در تیم‌های ملی فوتبال زیر ۲۰ سال عراق و عراق بازی کرده‌است.